# Залуский, Александр
Александр Залуский (пол. Aleksander Załuski ; 1608 — 19 июня 1693) — польский магнат и политик, воевода равский с 1676 года, каштелян равский с 1674 года, подкоморий равский (с 1665), чашник равский (с 1665), маршалок Главного Трибунала Коронного (1684).

## Биография
Представитель польского шляхетского рода Залуских герба «Юшоша». Сын каштеляна гостынинского Вавжинца Залуского (? — 1680) и Ядвиги Кросновской.
В 1674 году стал каштеляном равским, а затем в 1676 году воеводой равским. Своей карьерой он был обязан в первом ряду браку с Катажиной Ольшовской, родной сестрой подканцлера коронного, а затем примаса Польши Анджея Ольшовского, который играл главную роль в государстве в качестве руководителя политики во время правления короля Михаила Корибута Вишневецкого.
Депутат чрезвычайного сейма 1668 года, депутат равского сейма 1668 года, депутат на сейм 1668 года от Земли равской. Он был членом генеральной конфедерации, образованной 5 ноября 1668 года на сейме. Будучи депутатом конвокационного сейма 1674 года от земли Равской, он был членом генеральной Конфедерации, образованной 15 января 1674 года на этом сейме. В 1683 году участвовал в генеральном сейме. В 1684 году он был избран маршалком Главного Коронного Трибунала.
Его дети, благодаря положению отца и особенно влиянию дяди-примаса, быстро завоевали церковные и светские достоинства, благодаря чему семья Залуских приобрела в XVIII веке большое значение и влияние в Речи Посполитой. Из сыновей Александра самым известным является Анджей Хризостом Залуский (1650—1711), канцлер великий коронный и епископ Варминский. Духовной карьере также были посвящены два младших сына Александра, Людвик Бартоломей Залуский (1661—1721), епископ Плоцкий, и Мартин Залуский (1655—1710), вспомогательный епископ Плоцкий. Следующие сыновья Александра избрали светскую карьеру. Это были: Александр Юзеф Залуский (1752—1727), воевода равский (по отцу), Иероним Залуский (1657—1714), каштелян равский, Франтишек Ян Залуский (1660—1735), воевода Черниговский, а затем Плоцкий. Их единокровный брат Кароль Залуский (+ 1735), родившийся от второго брака Александра с Софьей Конецпольской, достиг лишь поста кухмистра великого литовского.